# Lübars (Möckern)

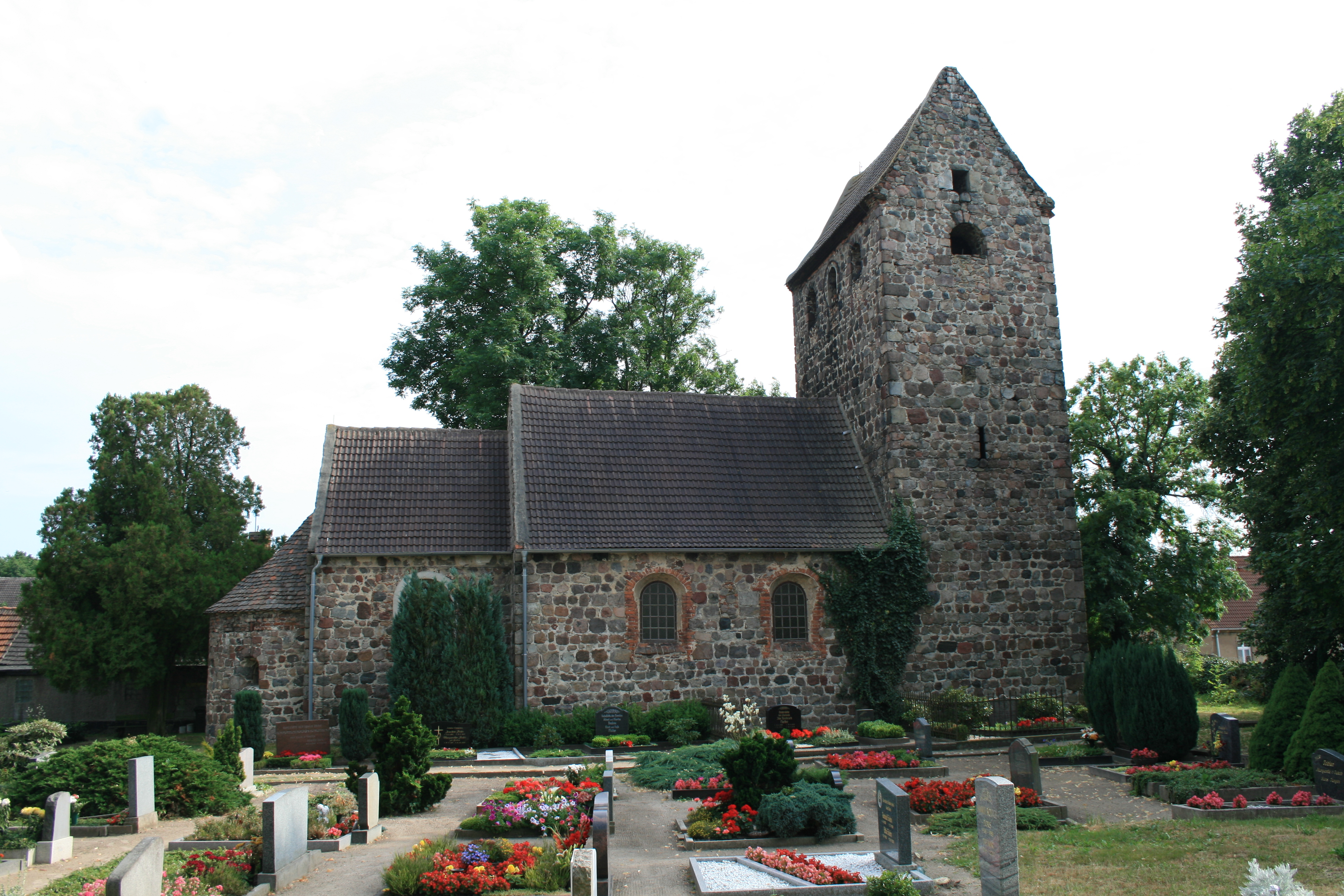
Nordansicht der Dorfkirche Lübars

Lübars ist eine Ortschaft und ein Ortsteil von Möckern im Landkreis Jerichower Land in Sachsen-Anhalt.

## Geografie
Die Gemarkung des Ortes gehört zur westlichen Fläminghochfläche, einer Heide- bzw. magerrasenreichen Waldlandschaft des norddeutschen Tieflandes.
Neben dem Ortsteil Lübars gehören zur gleichnamigen Ortschaft die Ortsteile Glienicke, Klein Lübars und Riesdorf.

## Geschichte
1187 findet sich die erste urkundliche Erwähnung des Ortes unter dem Namen Lubas. Verschiedene andere Schreibweisen folgen in weiteren Urkunden: 1219 als Lubaz, 1329 als major Lubas, 1372 als Ost-Lubars und 1382 als Lubars. Später wurde dann von einem Dorf und Rittergut Groß Lübars berichtet.
Im Jahr 1847 wurde Groß Lübars im „Topographisch-statistischen Handbuch des Preussischen Staats“ gelistet. Zum Kirchdorf zählten ein Rittergut, eine Windmühle, eine Ziegelei, 36 Häuser und 180 Seelen.
Am 30. September 1928 wurde der Gutsbezirk Groß Lübars mit der Landgemeinde Groß Lübars vereinigt. Am 17. Oktober 1928 wurden der Gutsbezirk Klein-Lübars mit dem Gutsbezirk Riesdorf zu einer Landgemeinde Kleinlübars-Riesdorf zusammengelegt.
Die Gemeinde Lübars entstand am 20. Juli 1950 durch den Zusammenschluss der Gemeinden Groß Lübars, Klein Lübars-Riesdorf und Glienicke.
Seit den 1990er Jahren gehörte die Gemeinde zur Verwaltungsgemeinschaft Möckern. Durch die Eingemeindung in die Stadt Möckern am 1. Juli 2002 verlor sie ihre politische Selbstständigkeit.

## Politik
Ortsbürgermeisterin ist Heidi Kison.

### Wappen
Blasonierung: „In Silber ein blauer Schräglinksbalken belegt mit drei aufrechten goldenen Eicheln, begleitet oben von einem, unten von drei steigenden grünen Lindenblättern, keilförmig nach links gestellt.“
Der blaue Schräglinksbalken verweist auf die Ihle, die in der Gemarkung Lübars entspringt. Die Lindenblätter symbolisieren die vier Orte, aus denen die ehemalige Gemeinde Lübars hervorgegangen ist (Groß Lübars, Klein Lübars, Glienicke und Riesdorf). Lindenblätter wurden gewählt, weil die Linde ein in der Region sehr häufig vorkommender Baum ist und vermutet wird, er habe zur Namensgebung des Ortes beigetragen („lipa“ = slawisch „Linde“). Die drei Eicheln beziehen sich auf die 800-jährige Eiche in Klein Lübars, die als Naturdenkmal ein Wahrzeichen des Ortes ist.
Das Wappen wurde vom Kommunalheraldiker Jörg Mantzsch gestaltet.

### Flagge
Die Flagge ist blau – weiß (1:1) gestreift (Querform: Streifen waagerecht verlaufend, Längsform: Streifen senkrecht verlaufend) und mittig mit dem Wappen belegt.